# Bob Rusay
Robert Rusay poznatiji kao Bob Rusay (SAD, 1966.) je američki death metal gitarist. Bio je izvornim gitaristom death metal sastava Cannibal Corpse. Godine 1993. izbačen je iz sastava zbog nemogućnosti sviranja gitare. Nakon izlaska iz sastava započeo karijeru kao instruktor golfa.

## Diskografija
- Tirant Sin –  Desecration of the Graves (1987., demo)
- Tirant Sin – Chaotic Destruction (1987., demo)
- Tirant Sin – Mutant Supremacy (1988., demo)
- Cannibal Corpse – Cannibal Corpse (1989., demo)
- Cannibal Corpse – Eaten Back to Life (1990.)
- Cannibal Corpse – Butchered at Birth (1991.)
- Cannibal Corpse – Tomb of the Mutilated (1992.)
- Cannibal Corpse – 15 Year Killing Spree (2003., kompilacijski album)